# Sunshine Superman
Singles par Donovan (Royaume-Uni)
Remember the Alamo
(avril 1966) Mellow Yellow
(février 1967)
Singles par Donovan (États-Unis)
To Try for the Sun
(janvier 1966) Hey Gyp (Dig the Slowness)
(juillet 1966)
Sunshine Superman est une chanson de Donovan sortie en single en juillet 1966 aux États-Unis et quelques mois plus tard au Royaume-Uni en raison de querelles contractuelles entre Donovan et son label Pye Records. Elle rencontre un grand succès : c'est le premier no 1 du chanteur écossais aux États-Unis, et elle se classe également 2e au Royaume-Uni. Elle donne son titre au troisième album de Donovan, Sunshine Superman, sorti en septembre.
Musicalement, elle marque le passage de Donovan du folk pur au folk rock, et annonce le mouvement psychédélique par l'usage du tambura joué par Donovan lui-même.
En 1995, Sunshine Superman est sélectionnée par le Rock and Roll Hall of Fame, comme l'une des « 500 chansons qui ont façonné le rock 'n' roll ».

## Musiciens
- Selon le livret inclut avec l'album :
- Donovan : chant, guitare acoustique, tambura
- Jimmy Page, Eric Ford : guitare électrique
- John Cameron : clavecin et arrangements
- John Paul Jones : basse électrique
- Spike Heatley : contrebasse
- Bobby Orr (en) : batterie
- Tony Carr : percussions
- Peter Vince : ingénieur à Abbey Road